# امپارو (یونیورسایدد)
امپارو، یونیورسایدد (به لاتین: Amparo, Universidad) یک منطقهٔ مسکونی در پورتوریکو است که در ایالات متحده آمریکا واقع شده‌است.

## خصوصیات
امپارو ۰ نفر جمعیت دارد.